# 1561
Cette page concerne l'année 1561  du calendrier julien.
L'année 1561 est une année commune qui commence un mercredi.

## Événements
- 26 février : fondation de Santa Cruz de la Sierra en Bolivie[1].
- 2 mars : fondation de Mendoza en Argentine[2].
- 12 mars : début de la campagne d'Akbar pour l'annexion du Mâlwa en Inde (fin en 1564)[3].
- 16 mars, Afrique australe : Gonçalo da Silveira, un missionnaire jésuite, est assassiné dans le royaume du Monomotapa[4]. Le roi de Portugal décide d’intervenir contre le monomotapa Nogomo, et une expédition quitte Lisbonne en 1569. Au moment où les Portugais vont triompher, leur chef Barreto meurt et, en 1573, le corps expéditionnaire bat en retraite[5].
- 29 mars : bataille de Sarangpur. Défaite et fuite de Baj Bahadur, souverain du Mâlwa[6]. Adam Khan, fils de Maham Anaga, la nourrice d’Akbar, occupe le Mâlwa où il se livre au pillage et à des actes de cruautés. Finalement Akbar le fait exécuter et devient le seul maître de l’Empire (1562).
- Juin : le beylerbey d’Alger Hassan Pacha est chassé par l’odjak, la milice des janissaires. L’année suivante, il réussit à reprendre son commandement à Alger, mais il ne peut s’emparer d’Oran et de Mers-el-Kébir, toujours tenues par les Espagnols[7].
- 16 juillet, Qazvin : le roi séfévide de Perse Tahmasp livre Bayezid, fils révolté de Süleyman Ier, aux ambassadeurs de l'empire ottoman[8].
- 18 octobre, Japon : quatrième bataille de Kawanakajima[9].
- 5 novembre, Kongo : mort du manicongo Diego. Les Portugais interviennent dans la lutte qui oppose les prétendants au trône. Ils imposent Alfonso II, mais celui-ci est assassiné peu après et remplacé par Bernardo (fin en 1566)[10]. Le Ngola (le chef du Ndongo ), en profite pour se séparer du Congo[11].
- 28 novembre : exécution du prince ottoman Bayezid et de ses fils. Süleyman Ier désigne son autre fils Sélim comme successeur[12].

- Début du règne de Abdallah, fils de Malo, sultan du Baguirmi (fin en 1602). Sous son règne, le sultanat du Baguirmi est gagné presque entièrement à l’islam[13].
- Le séfarade Joseph Nasi, conseiller du sultan ottoman Süleyman Ier, duc de Naxos et des Cyclades, est nommé seigneur de Tibériade[14]. Le sultan lui confie la direction de colonies agricoles juives autour du lac de Tibériade, de la « mer de Galilée » ou lac de Kinnereth (vers 1560-1570). Aidé des marranes Francisco Coronel et Josef ben Ardit, il lance dans l’opération une majorité de réfugiés du Portugal et d’Espagne. Après sa mort en 1579, l’expérience sera reprise sans grand succès par le duc de Mytilène, le marrane Alvaro Mendes, redevenu en 1585 à Istanbul Salomon ben Yaïsh[15].

### Europe
- Janvier : les seigneurs des Pays-Bas obtiennent le retrait des garnisons espagnoles[16].
- Avril : Philippe II d'Espagne choisit Madrid comme capitale[17].

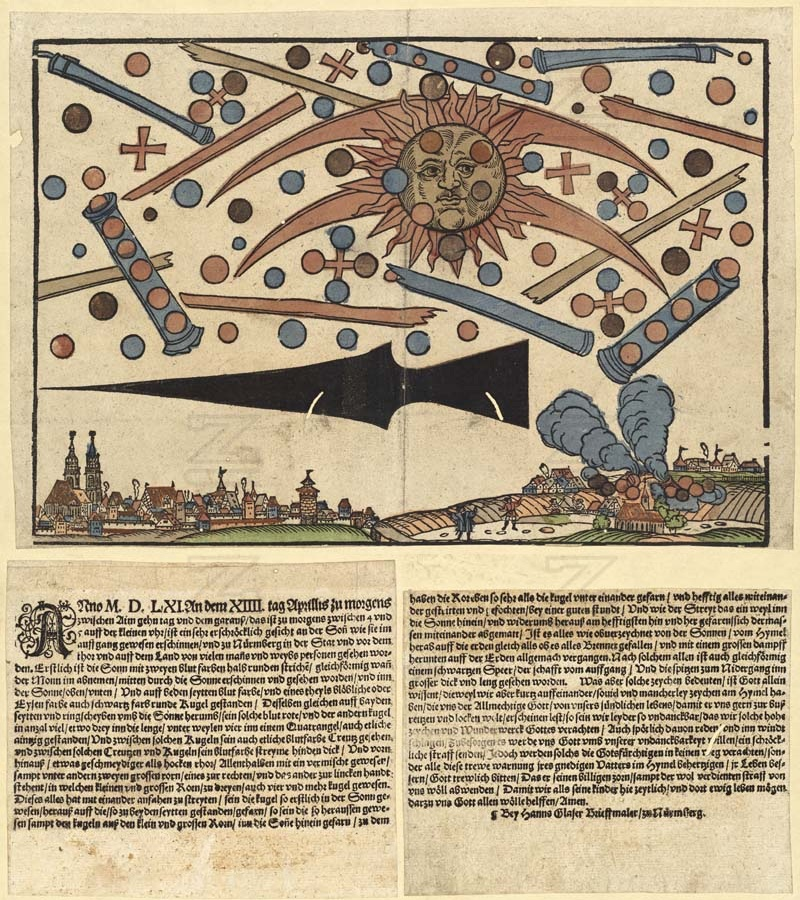
Gravure sur bois de Hans Glaser, Phénomène céleste dans le ciel de Nuremberg le 14 avril 1561.

- 26 juillet : partie de Gravesend le 14 mai, la deuxième expédition de l'agent anglais Anthony Jenkinson arrive à Kholmogory par la baie de Saint-Nicolas (mer Blanche). Il est à Moscou le 20 août. Il repart en mars 1562, parvient en Perse en août avec ses marchandises par la route de la Volga et de la Caspienne ; il visite Derbent, puis Qazvin[19]. Un commerce régulier s’organise pendant quelques années.
- 29 juillet : Erik XIV de Suède lance des négociations pour un mariage avec Élisabeth Ire d'Angleterre. Elles échouent[20].
- 6 août : Ferdinand Ier nomme un catholique archevêque de Prague, Antonín Brus z Mohelnice (en). Confirmé par le pape le 5 septembre, il prend ses fonctions en 1564[21].
- 19 août : retour de Marie Stuart, veuve de François II de France, en Écosse[22]. Elle encourage la hiérarchie catholique restée en place mais ne remet pas en cause la Confession de foi et le système presbytéro-synodal.
- 25 août, Leipzig : Guillaume d'Orange épouse Anne, nièce de l’électeur de Saxe[23].
- 9 septembre - 14 octobre : colloque de Poissy réunissant des personnalités catholiques et protestantes, dont des théologiens[24].
- 10 octobre : Inauguration du canal maritime de Bruxelles à l'Escaut[25].
- 28 novembre : pacte de Wilno. Sigismond II de Pologne annexe la Livonie, la Courlande et la Lettonie. Dissolution de l’ordre des chevaliers teutoniques. Le dernier grand-maître de l'ordre des Chevaliers Porte-Glaive, Gotthard Kettler, converti au luthéranisme, sécularise ses terres et devient duc de Courlande (5 mars 1562)[26]. Tallinn (Reval, port hanséatique menacé par la rivalité commerciale de Viborg et de Narva, conquise par le tsar) et la noblesse du nord de l’Estonie passent sous la protection de la Couronne suédoise, la Pologne contrôle temporairement le sud du pays, dont Tartu.
- Synode calviniste clandestin à Anvers, animé par Guy de Brès[27]. Publication de la Confessio Belgica, confession de foi des Pays-Bas espagnols[28].
- Fondation d’un collège de jésuites à Trnava (fin en 1567)[29].

## Naissances en 1561
- 6 janvier : Thomas Fincke, mathématicien et médecin danois († 24 avril 1656).
- 22 janvier : Francis Bacon, philosophe anglais († 9 avril 1626).
- 24 janvier : Camillo Cortellini, compositeur italien († 1630).
- 8 février : Fujiwara Seika, aristocrate (kuge) et philosophe japonais († 19 octobre 1619).
- 13 février : Basilius Besler, apothicaire, médecin, botaniste et éditeur allemand († 13 mars 1629).
- 15 février : Jeannette de Sayn-Wittgenstein, fille du comte Louis de Sayn-Wittgenstein († 13 avril 1622).
- 19 février : Adam Steigleder, compositeur et organiste allemand († 8 novembre 1633).
- 25 février : Edward Talbot, 8e comte de Shrewsbury et 8e comte de Waterford († 8 février 1617).
- ? février : Henry Briggs, mathématicien anglais († 26 janvier 1630).
- 4 mars : Ii Naomasa, général du daimyo et plus tard shogun Tokugawa Ieyasu pendant l'époque Sengoku Jidai († 24 mars 1602).
- 9 mars : Wenceslas d'Autriche, membre de la Maison de Habsbourg († 22 septembre 1578).
- 12 mars : Philippe Rogier, compositeur originaire des Pays-Bas espagnols († 29 février 1596).
- 29 mars : Santorio Santorio, médecin et inventeur italien († 22 février 1636).
- 5 avril : Philibert Milliet, évêque puis archevêque savoyard († 4 septembre 1625).
- 8 avril : Dominique Baudier, professeur, théologien, diplomate, avocat et poète français († 22 août 1613).
- 20 avril : Charles de Lorraine, évêque français († 29 octobre 1587).
- 12 mai : Françoise du Saint-Sacrement, carmélite déchaussée espagnole († 27 novembre 1629).
- 7 juin: Jean VII de Nassau-Siegen, comte de Nassau à Siegen et Freudenberg († 27 septembre 1623).
- 12 juin : Anne de Wurtemberg, princesse allemande († 7 juillet 1616).
- 13 juin : Anne-Marie d'Anhalt, princesse allemande († 14 novembre 1605).
- 20 juin: Richard Whitbourne, navigateur et administrateur colonial anglais († 1635).
- 26 juin : Erdmuthe de Brandebourg, princesse de Brandebourg et par mariage duchesse de Poméranie († 13 novembre 1623).
- ? juin : Samuel Harsnett, ecclésiastique et écrivain anglican  († 25 mai 1631).
- 2 juillet : Christopher Grienberger, prêtre jésuite et mathématicien autrichien († 11 mars 1636).
- 10 juillet : Jean-Baptiste de la Conception, religieux trinitaire espagnol († 14 février 1613).
- 11 juillet : Luis de Gongora y Argote, poète espagnol († 24 mai 1627).
- 17 juillet : Jacopo Corsi, compositeur italien († 29 décembre 1602).
- 20 juillet : William Stanley, aristocrate anglais, 6e comte de Derby († 29 septembre 1642).
- 24 juillet : Marie de Palatinat-Wittelsbach, première épouse du roi Charles IX († 29 juillet 1589).
- 15 août : Sebastian Aguilera de Heredia, organiste et compositeur espagnol († 16 décembre 1627).
- 20 août : Jacopo Peri, compositeur italien († 12 août 1633).
- 24 août :
  - Thomas Howard, 1er comte de Suffolk, baron Howard de Walden, chevalier de la Jarretière, amiral et homme d'État († 28 mai 1626).
  - Pitiscus, mathématicien et théologien allemand († 2 juillet 1613).
- 25 août : Philippe van Lansberge, mathématicien et astronome belge († 8 décembre 1632).
- 28 août : Raoul Adrien, poète et jurisconsulte français († 26 juin 1626).
- 3 septembre : Yi Eokgi, amiral japonais († 1597).
- 10 septembre : Hernando Arias de Saavedra, hidalgo, militaire, conquistador, colonisateur et explorateur espagnol († 21 décembre 1634).
- 21 septembre : Edward Seymour, Lord Beauchamp, de Trappe, prétendant au trône d'Angleterre († 21 juillet 1612).
- 29 septembre : Adrien Romain, médecin et mathématicien († 4 mai 1615).
- 8 octobre : Edward Wright, cartographe anglais († novembre 1615).
- 23 octobre : Johann Konrad von Gemmingen, ecclésiastique et humaniste allemand, prince-évêque d'Eichstätt († 7 novembre 1612).
- 24 octobre :
  - Anthony Babington, noble anglais († 20 septembre 1586).
  - Cornelius Becker, théologien luthérien et poète allemand († 25 mai 1604).
- 27 octobre : Mary Sidney, femme de lettres anglaise († 25 septembre 1621).
- 1er novembre : Francesco Usper, organiste et compositeur italien († 24 février 1641).
- 21 novembre : Charles Scribani, prêtre jésuite belge  d'origine italienne († 24 juin 1629).
- 1er décembre : Sophie-Hedwige de Brunswick-Wolfenbüttel, princesse de Brunswick-Wolfenbüttel et duchesse de Poméranie-Wolgast († 30 janvier 1631).
- 7 décembre : Kikkawa Hiroie, daimyo de l'époque Azuchi Momoyama et du début de l'époque d'Edo († 22 octobre 1625).
- 16 décembre : Amandus Polanus von Polansdorf, théologien protestant allemand († 7 juillet 1610).
- 21 décembre : Claude Expilly, magistrat et poète français († 25 juillet 1636).
- ? décembre : Christopher Newport, marin anglais († août 1617).
- Date précise inconnue :
  - Girolamo Amati, luthier italien († 1630).
  - Bach, de son vrai nom (Joel Sirkis), rabbin polonais († 4 mars 1640).
  - Ashina Moritaka, samouraï et daimyo du début de l'époque Sengoku († 8 novembre 1584).
  - Jean Théodore de Bry, graveur sur cuivre et éditeur allemand († 31 janvier 1623).
  - Carlo Carafa, prêtre italien († 8 septembre 1633).
  - Guido Casoni, poète italien († 30 mai 1642).
  - Juan Blas de Castro, chanteur, musicien et compositeur espagnol († 6 août 1631).
  - Hubert Charpentier, prêtre français († 10 décembre 1650).
  - Leonardo Corona,  peintre italien baroque de l'école vénitienne († 1605).
  - Cornelis Danckerts de Ry, architecte et sculpteur des Pays-Bas espagnols († 1634).
  - Éléonore d'Este, princesse italienne († 1637).
  - Zacharias Dolendo, graveur des Pays-Bas espagnols († vers 1604).
  - Fukushima Masanori, daimyo au service de Hideyoshi Toyotomi à la fin de l'époque Sengoku et au début de l'époque Azuchi Momoyama († 26 août 1624).
  - Léonard Gaultier, dessinateur, graveur et illustrateur français († 1635 ou 1641).
  - Hoshina Masamitsu, daimyo de l'époque d'Edo qui sert le clan Tokugawa († 31 octobre 1631).
  - Kaganoi Shigemochi, samouraï de l'époque Azuchi Momoyama au service du clan Oda († 27 août 1600).
  - Grzegorz Knapski, jésuite, lexicographe et linguiste polonais († 10 novembre 1638).
  - Nicolas de Montreux, poète, romancier et dramaturge français († 1608).
  - Ōtomo Chikaie, daimyo du début de l'époque d'Edo de l'histoire du Japon († 4 mai 1641).
  - René de Vignerot de Pontcourlay, militaire français († 1624).
  - Robert Southwell, prêtre et poète jésuite anglais († 21 février 1595).
  - Gonzalo de Tapia, prêtre missionnaire et linguiste jésuite espagnol († 10 juin 1594).
  - Jean Tarde, chanoine français († 1636).
  - Jean Turpin, peintre, graveur et imprimeur d'estampes français († 30 juin 1629).
  - Pierre du Vair, évêque de Vence († 28 juin 1638).
  - Tobias Verhaecht, peintre et dessinateur flamand († 1631).
  - Bernard de Waldeck, évêque d'Osnabrück († 11 mars 1591).
- Vers 1561 :
  - Toussaint Dubreuil, peintre français († 22 novembre 1602).
  - Jehan II Limosin, peintre émailleur français († 1646).
  - Eustache du Lys de Grenant, prélat français († 17 juin 1643).
- 1557 ou 1561 :
- Wenceslas Cobergher, peintre, graveur, architecte, ingénieur, numismate, archéologue et financier flamand († 23 novembre 1634).
- 1561 ou 1562 :
- Philippe Bosquier, prêtre franciscain des Pays-Bas espagnols († 1636).
- Entre 1561 et 1563 :
- Andreas Raselius, compositeur allemand († 6 janvier 1602).

## Décès en 1561
- 9 janvier : Amago Haruhisa, puissant seigneur de guerre de la région de Chūgoku au Japon (° 8 mars 1514).
- 10 janvier : Pedro de Ursúa, conquistador espagnol (° 1526).
- 2 février :
  - Robert de Lenoncourt, comte-évêque de Châlons-en-Champagne, de Metz, archevêque d'Embrun, d'Auxerre, de Sabine, d'Arles de Toulouse et cardinal (° 1510).
  - Giovanni Andrea Mercurio, cardinal italien (° 1518).
- 26 février : Jorge de Montemayor, écrivain espagnol (né en 1520), auteur de la Diane (1559), roman pastoral à succès (° 1520).
- 4 mars : Lancelot Blondeel, peintre flamand (° 1498)[30].
- 6 mars : Carlo Caraffa, cardinal italien, neveu du pape Paul IV, et fils de Jean Alphonse Caraffa, comte de Montorio (° 29 mars 1517).
- 12 mars : Philippe Rogier, compositeur franco-flamand originaire des Pays-Bas méridionaux (° 29 février 1596).
- 25 mars : Conrad Lycosthenes, humaniste alsacien (° 1518).
- 2 avril : Sogō Kazumasa, samouraï de l'époque Sengoku membre du clan Miyoshi et daimyo de la province de Kawachi (° 1532).
- 21 avril :  Lucrèce de Médicis, personnalité de la noblesse du XVIe siècle, fille de Cosme Ier, Grand-duc de Toscane et de Éléonore de Tolède (° 14 février 1545).
- 16 mai : Jean Tarnowski, noble polonais (° 1488).
- 6 juin : Ridolfo del Ghirlandaio, peintre italien, fils de Domenico Ghirlandaio (° 1483).
- 23 juin : Saitō Yoshitatsu, daimyo de l'époque Sengoku (° 8 juillet 1527).
- 10 juillet : Rüstem Pacha, général de l'Empire ottoman et Grand Vizir du sultan Soliman le Magnifique (° 1500).
- 31 août : Pierre Davantès l'aîné, humaniste et musicien français (° 1525).
- 13 ou 26 septembre : Alonso Berruguete, sculpteur sur bois (° 1490)[31].
- 25 septembre : Sehzade Bayezid, fils du sultan Soliman le Magnifique et de Roxelane (° 1525).
- Fin septembre : Juan Rodríguez Suárez, explorateur et conquistador espagnol (° 1510).
- 18 octobre : Takeda Nobushige, samouraï de l'époque Sengoku (° 1525).
- 27 octobre : Lope de Aguirre, conquistador espagnol (° 1508).
- 6 novembre : Simon Bening, éminent et dernier enlumineur flamand (° vers 1483).
- 8 novembre : Ippolito Costa, peintre italien (° 1506).
- 11 novembre : Hans Tausen, réformateur danois (° 1494).
- 10 décembre : Kaspar Schwenckfeld, philosophe allemand (° 1489).
- 22 décembre : Taddeo Gaddi, cardinal italien (° 22 janvier 1520).
- Date précise inconnue :
  - René Ayrault, avocat, procureur du roi et maire d'Angers (° 1503).
  - Marc' Antonio Ceccaldi, historien et chroniqueur italien (° 1521).
  - Ijuin Tada'aki, vassal du clan japonais des Shimazu de l'époque Sengoku (° 1520).
  - Hans Kemmer, peintre allemand (° vers 1495).
  - Wolfgang Krodel, peintre allemand (° vers 1528).
  - Olivier de Magny, poète français (° vers 1529).
  - Callisto Piazza, peintre italien (° 1500).
- Vers 1561 :
- Wolfgang Krodel, peintre allemand (° vers 1500).
- Entre 1555 et 1561 :
- Heinrich Aldegrever, peintre et graveur allemand (° 1502).